# 日本ザーネン
日本ザーネン（ニホンザーネン）は、日本で飼育される乳用ヤギの品種の1つ。沖縄県を中心に雄を肉用としても利用する。

## 歴史
日本の九州地方を中心に15世紀頃から飼育されていたシバヤギ（肉用在来山羊）に、ザーネン種（世界各地で山羊の品種改良に用いられたスイス西部ベルン県ザーネン谷原産の乳用山羊）とブリティッシュザーネン種の累進交配により、日本の風土に適するよう改良して作出された。
太平洋戦争中、山羊乳は貴重なタンパク源の1つとなり、日本ザーネン種を中心とした山羊飼育が広まった。

## その他
- 長野県および群馬県が主要な種畜生産地で、日本の乳用山羊はほとんどを日本ザーネンが占めている。
- 飼育環境の悪化や疾病の発生などで近年飼育頭数が減少し、平成12年の農林水産省畜産統計では2万1134頭。